# Điện Élysée

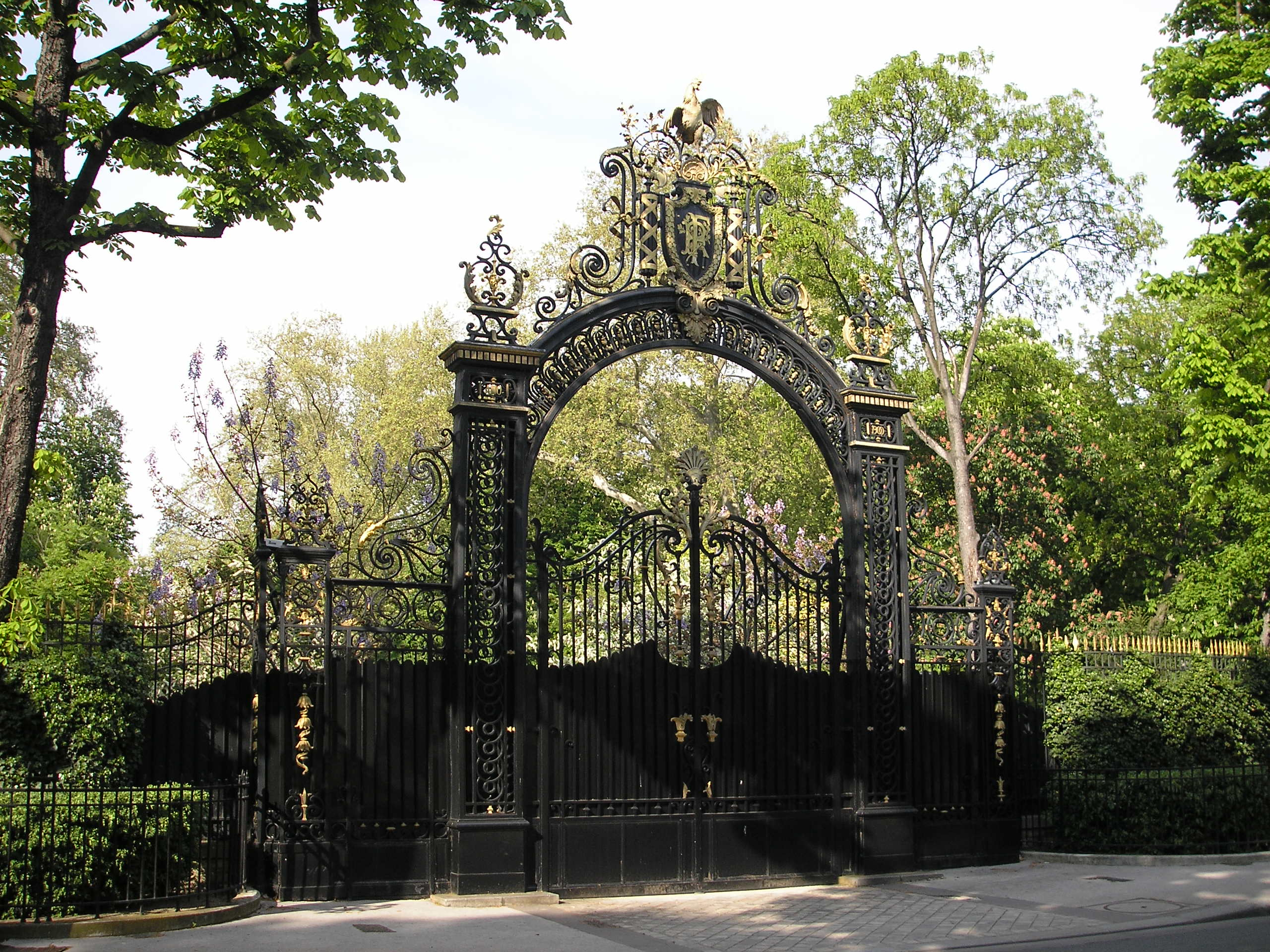
Cổng vào vườn phía sau Điện Élysée

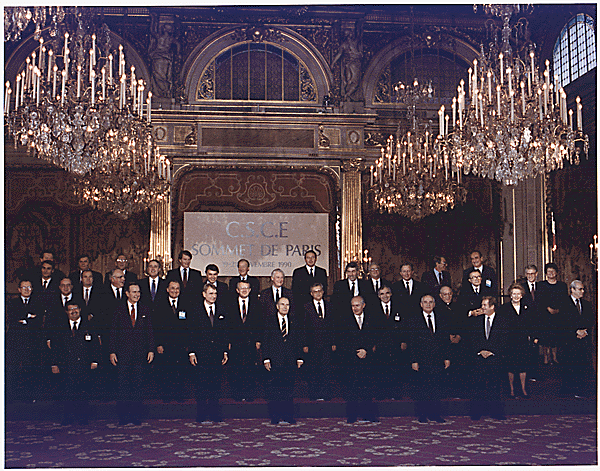
Phòng tiệc Điện Élysée trong một cuộc họp năm 1990, François Mitterrand ngồi giữa

Điện Élysée (Palais de l'Élysée) là nơi ở chính thức của tổng thống Pháp kể từ khi bắt đầu nền Đệ nhị Cộng hòa Pháp vào năm 1848. Nó nằm ở số 55 phố Faubourg-Saint-Honoré, gần đại lộ Champs-Élysées phía quảng trường Concorde, thuộc quận 8 thành phố Paris.
| Métro Paris | Bến tàu điện ngầm: Champs-Élysées - Clemenceau |

## Kiến trúc nội thất
Khu vực Điện Élysée được bao quanh bởi phố Faubourg-Saint-Honoré, phố Élysée, đại lộ Gabriel và đại lộ Marigny. Phía nam của Điện, bên đại lộ Gabriel là một vườn lớn.
Tầng một của điện Élysée bao gồm chủ yếu: phòng khách Murat của Hội đồng bộ trưởng; phòng tiệc Salle des Fêtes; phòng khách Napoléon III, nơi ăn tối của Chính phủ; phòng khách Aides de camp và phòng khách Portraits. Cầu thang dẫn lên tầng hai nơi có một tiền sảnh. Rồi đến các văn phòng của tổng thống, thư ký, nội các... và phòng họp.
Hai tòa nhà bên bao lấy sân của dinh là nơi đặt các phòng chính của các cố vấn tổng thống. Một số văn phòng nữa được đặt ở các tòa nhà khác trên phố Élysée.

## Lịch sử
Nơi phố Faubourg-Saint-Honoré hiện nay, con đường dẫn vào làng Roule và Grand Cours, kiến trúc sư Armand-Claude Mollet có một khu đất và ông bán cho Henri-Louis de la Tour d'Auvergne, bá tước Évreux vào năm 1718. Trong hợp đồng chuyển nhượng có ghi Armand-Claude Mollet chịu trách nhiệm xây một tòa nhà sẽ là dinh thự của bá tước Évreux.
Được xây dựng và trang trí trong khoảng thời gian từ 1718 tới 1722, dinh thự này theo phong cách kiến trúc đang thịnh hành khời kỳ đó và được xem như một trong những hình mẫu đẹp nhất của phong cách cổ điển. Sự sắp đặt các vị trí cho phép thích ứng với những ý muốn của chủ dinh thự. Trang trí của phong khách, mặc dù bị thay đổi trong một vài thế kỷ, nhưng vẫn giữ được dáng vẻ ban đầu. Công trình của Armand-Claude Mollet đã nhận được sự thán phục các những người thời đó.
Sau khi công tước Henri-Louis mất vào năm 1753, vua Louis XV đã mua lại tòa nhà này để làm dinh thự ở Paris cho nữ hầu tước Madame de Pompadour. Khi người chủ thứ hai này mất, dinh thự thuộc về công chúa Bathilde xứ Orléans, con dâu của Louis V Joseph de Bourbon-Condé, Thân vương xứ Condé. Bathilde đã ở đây cho tới khi nổ ra Cách mạng Pháp. Thời kỳ này, tòa nhà thành nơi cất giữ đồ đặc, rồi xưởng in và một phòng nhảy.
Đến cuối thế kỷ 18, dinh thự này được gọi là Điện Élysée theo tên con đường đi gần đó, tức đại lộ Champs-Élysées.
Năm 1816, Điện Élysée trở thành tài sản quốc gia. Trong thời kỳ của chính phủ lâm thời Đệ nhị Cộng hòa, dinh thự này mang tên Élysée National, tức Élysée quốc gia và Quốc hội đưa ra sắc lệnh biến nó thành dinh thự của Tổng thống Cộng hòa.
Năm 1853, Napoléon III quyết định tu sửa lại toàn bộ công trình bởi kiến trúc sư Joseph-Eugène Lacroix. Tới năm 1867, công việc cải tạo hoàn tất. Dáng vẻ của Điện Élysée hiện nay là có được ở thời kỳ này. Trải qua thay đổi, nhưng cấu trúc chính của dinh thự vẫn kiến trúc ban đầu.
Tới thời tổng thống Charles de Gaulle, ông cho rằng dinh thự này không thích hợp cho chức năng dinh tổng thống. Charles de Gaulle muốn chuyển tới một địa điểm khác rộng hơn như Invalides hoặc lâu đài Vincennes, nơi bảo đàm an toàn hơn và có thể hạ cách được cho máy bay trực thăng. Nhưng các ý định đó đã không thực hiện. Năm 1978, tổng thống Valéry Giscard d'Estaing muốn chuyển tới Trường Quân sự (École militaire) và François Mitterrand khi lên nhậm chức ngày 21 tháng 5 năm 1981 cũng muốn chuyển về Invalides. Cho tới nay, đây vẫn là vấn đề tranh cãi của một nhóm thiểu số.